# 20th Century Studios
Twentieth Century Fox Film Corporation je ameriško filmsko podjetje, (od 1935 do 1985 imenovano Twentieth Century-Fox Film Corporation), znano tudi pod imeni 20th Century Fox, Fox 2000 Pictures, preprosto Fox ali 20th Century Fox ki se primarno ukvarja s produkcijo in distribucijo filmov ter televizijskih programov. Je eden izmed velikih šestih ameriških filmskih studiev. Danes je del konglomerata, v lasti podjetja Walt Disney Studios (The Walt Disney Company). Del podjetja je tudi TV mreža Twentieth Century Fox Television, ki je posnela mnogo priljubljenih nanizank in serij.

## Serije
- Mestece Peyton (1964-1969)
- Batman (1966-1968)
- M*A*S*H (1972-1983)
- Zakon v Los Angelesu (1986-1994)
- Družina za umret (1987-1997)
- Simpsonovi (1989 - danes)
- Dosjeji X (1993-2002, 2016)
- Newyorška policija (1993-2005)
- Bolnišnica upanja (1994-2000)
- Raztresena Ally (1997-2002)
- Dharma in Greg (1997-2002)
- King of the Hill (1997-2009)
- Family Guy (1999-2002, 2005 - danes)
- Futurama (1999-2003, 2008-2013)
- American Dad! (2005 - danes)
- Sit Down, Shut Up (od 2009)
- The Cleveland Show (2009-2013)

## Filmografija
Njihov prvi film po združitvi je bil Metropolitan (1935).
Studio upravlja več zelo uspešnih filmskih franšiz, kot so Vojna zvezd, Ledena doba, Osmi potnik, Umri pokončno in Sam doma.